# Виленское содружество поэтов
Ви́ленское содру́жество поэ́тов — русская эмигрантская литературная группа, действовавшая в городе Вильно с 1922 по 1939 год.

## История
Первоначально организация действовала с 1922 года как Литературно-артистическая секция в составе Виленского русского общества. C 1932 года Литературно-артистическую группу возглавлял поэт Дорофей Бохан. 26 апреля 1934 года Дорофей Бохан объявил о создании отдельной поэтической группы в составе Литературно-артистической группы Виленского русского общества. Первым председателем Виленского сообщества поэтов стала русская певица Ирина Фаркович, которая в 1932 году опубликовала свои первые стихотворения. Заместителем председателя был избран Хрисанф Козловский, который был председателем в «Кружке авторов» при Союзе русских студентов Университете Стефана Батория.
В состав поэтической группы входили поэты Палтиель Каценельсон, Мария Фрумкина-Юденич, Сигизмунд Полянский, Всеволод Байкин, Лев Шлосберг, Тамара Соколова, Р. Никитин, Н. Ермолович, Темира Сасинович, Илья Петров, Наталия Максимова, А. Тычинский, Е. Шевтова и София Червяковская.
Осенью 1935 года Виленское содружество поэтов стало инициатором создания Пушкинского комитета в Вильно. В этом же году была создана редакционная коллегия, которая занималась изданием поэтических сборников. В состав редакционной коллегии входили Всеволод Байкин, Тамара Соколова и Пантиель Канцельсон.
Виленское содружество поэтов организовывало вечера поэзии в залах Виленского русского общества, которые находились на улице Мицкевича, с 1936 года — на Доминиканской улице и с 1937 года — вновь на улице Мицкевича. Организовывались еженедельные собрания по понедельникам с 1935 года и по средам с 1937 года. На этих собраниях проводилась литературная учёба, во время которой разбирались сочинения участников группы.
С 1936 году группу возглавлял Сергей Нальянч, который ранее участвовал в работе пражских литературных групп «Далиборки» и «Скита поэтов». Деятельность Сергея Нальянча привела к отделению группы из состава Виленского русского общества, после чего из группы вышли несогласные с его деятельностью Дорофей Бохан и его дочь София Бохан-Савинкова. В противовес Веленскому сообществу поэтов Дорофей Бохан создал при Виленском русском обществе литературную группу «Кружок авторов».
В сентябре 1937 года Виленское сообщество поэтов издало единственный поэтический сборник своих членов, в который вошли 32 стихотворения.
Деятельность Виленского сообщества поэтов прекратилась в 1939 году после присоединения Литвы к Советскому Союзу.